# Alec McCowen
Alexander Duncan McCowen (ur. 26 maja 1925 w Tunbridge Wells, zm. 6 lutego 2017 w Londynie) – brytyjski aktor filmowy i telewizyjny.

## Filmografia
seriale
- 1955: ITV Play of the Week jako Brandon
- 1964: The Wednesday Play jako Alfred Poole
- 1995: Kavanagh QC jako pan Justice Mansell
- 1997: Morderstwa w Midsomer jako sir Christian Aubrey

film
- 1953: Okrutne morze jako Tonbridge
- 1957: Czas bez litości jako Alec Graham
- 1972: Podróże z moją ciotką jako Henry Pulling
- 1983: Nigdy nie mów nigdy jako Q[2]
- 1992: Maria's Child jako Eugene McCarthy
- 2002: Gangi Nowego Jorku jako wielebny Raleigh

## Nagrody i nominacje
Za rolę Henriego Pulling w filmie Podróże z moją ciotką został nominowany do nagrody Złotego Globu.